# Eigengrau

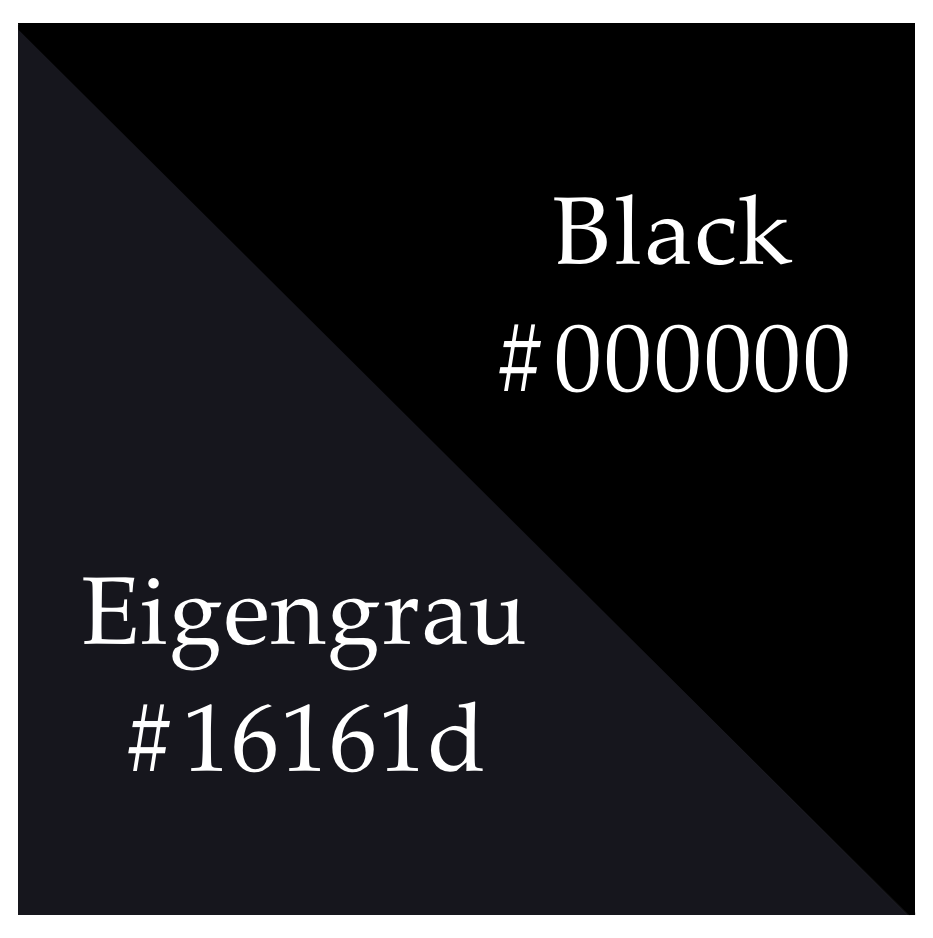
Цвет eigengrau в сравнении с чёрным

Eigengrau (с немецкого: «внутренний серый», буквально: «собственный серый», произносится как айгенграу), также употребляются названия eigenlicht (с немецкого: «внутренний свет», произносится как айгенлихт), тёмный свет или умозрительный серый — однородный тёмно-серый фон, который, как принято говорить многими[кто?], виден при полном отсутствии света. Первое употребление термина датируется XIX веком, но в современных научных публикациях он используется редко. В настоящее время этот феномен чаще обозначают выражениями «визуальный шум» или «адаптация к фону».
Для нашей зрительной системы контраст между цветами важнее, чем абсолютная яркость, поэтому eigengrau кажется светлее чёрных объектов, видимых в условиях нормального освещения: к примеру, ночное небо на контрасте со звёздами кажется темнее eigengrau.

## Причины
Исследователи давно заметили, что зависимость чувствительности от интенсивности излучения можно объяснить, приняв предположение о том, что внутренний источник шума на сетчатке создаёт случайные события, неотличимые от тех, которые создают настоящие фотоны. Проводившиеся впоследствии эксперименты с палочками сетчатки у жаб-аг (Bufo marinus) продемонстрировали, что частота этих самопроизвольных событий сильно зависит от температуры, что может означать, что они вызываются термической изомеризацией родопсина. В палочках у человека эти события происходят в среднем каждые 100 секунд; принимая во внимание число молекул родопсина в палочках, можно прийти к выводу о том, что период полураспада молекулы родопсина — примерно 420 лет. Отсутствие возможности отличить эти события от реакции на фотоны поддерживает эту гипотезу, потому что родопсин находится в самом начале цепочки передачи сигнала в палочковых клетках. С другой стороны, нельзя полностью исключать и такие процессы, как спонтанный выброс нейротрансмиттеров.